# NEODeS
NEODeS (Norme d’Échange Optimisée des Données Sociales) est la norme d’échange de données informatisées soutenant le dispositif de la Déclaration Sociale Nominative (DSN). Elle constitue une « grammaire » qui permet aux émetteurs de la DSN, les entreprises, de communiquer des données sur leur situation et celle de leurs salariés aux organismes et administrations (Urssaf, MSA, DGFiP, France Travail, etc.) dans le cadre de leurs obligations déclaratives d’ordre social et fiscal dès lors que les données nécessaires à ces formalités sont directement issues du logiciel de paie et gestion RH des entreprises : NEODeS est ainsi le sous-produit naturel des systèmes d’information de paie/RH des employeurs (SIRH) et prend tout son sens dans un contexte de « numérisation » c’est-à-dire d’appui sur les données « sources »,.
Après la DADS-U et la N4DS, la norme NEODeS représente une étape supplémentaire de simplification et de rationalisation pour les entreprises quant à leurs obligations déclaratives et à l’émission de leurs données sociales. Sa première version date de juin 2012 et a fait l’objet d’une mise en production en avril 2013,.
NEODeS est décrite via un document commun à tous les acteurs DSN : le cahier technique de la norme, dont la version la plus à jour est disponible sur le site d’information de la DSN, dsn-info.

## Historique
Plusieurs étapes de simplification déclarative ont mené des formulaires papier à la DSN : l’informatisation progressive des organismes de protection sociale dans les années 1980 puis la dématérialisation de leurs procédures et leur mise en réseau à partir des années 1990 ont permis l’évolution de l’acte déclaratif vers plus de simplicité pour l’utilisateur. La mise en service du portail Net-entreprises en 2000 représente une étape majeure de cette histoire en proposant un point de dépôt unique aux déclarants pour leurs déclarations sociales. La DADS-U, puis la N4DS dans les années 2000 constituent des dispositifs permettant de progresser vers davantage de partage et de rationalisation des données transmises.
NEODeS représente une véritable innovation par rapport aux démarches de simplification déclarative engagée jusqu’ici, en ce qu’elle est fondée sur des données issues directement du logiciel de paye de l’entreprise, pour un envoi mensuel unique « presse-bouton » en sortie de la paye du mois. Elle s’appuie sur un principe qui a fait ses preuves ailleurs dans le monde,, le « Dites-le une fois » : chaque donnée est déclarée une seule et unique fois, charge aux destinataires de s’organiser pour collecter l’information ou réaliser des calculs sur la base de celle-ci.
Depuis le début du projet DSN, la conception de la norme relève de la responsabilité de la maîtrise d’ouvrage opérationnelle de la DSN, le GIP Modernisation des Déclarations Sociales (GIP-MDS), avec l’appui décisionnel de l’État,. Chaque version de norme est conçue en partenariat avec les émetteurs et les destinataires à travers des instances dédiées, dans une visée de co-construction.
Le tout premier cahier technique de NEODeS a été publié le 8 juin 2012. Il soutenait le démarrage effectif de la DSN, réalisé un an plus tard. Une à deux versions par an ont depuis été publiées et ont permis de couvrir progressivement les différents besoins intégrant le périmètre DSN, notamment le recouvrement Urssaf en 2015, le recouvrement pour la retraite complémentaire et la prévoyance en 2017 et le prélèvement à la source en 2019.

## Modèle NEODeS
NEODeS repose sur une approche sémantique, orientée utilisateurs : elle est pensée à partir des systèmes sources et de leur logique et non à partir des besoins des destinataires. L’objectif sous-jacent à cette démarche est de se fonder sur des données sources, au sens partagé et maîtrisé par tous, avec deux bénéfices conséquents : une simplification des démarches pour l’employeur et une meilleure qualité des données transmises.
La norme NEODeS part ainsi des grands objets de la paie pour structurer et articuler les données issues de la paie nécessaires aux traitements métiers des destinataires DSN. Parmi ces objets, les principaux sont :
- L’entreprise et l’établissement, identifiés par leur SIREN et NIC,

- L’individu, identifié par son NIR,

- Le contrat, identifié par un numéro et une date de démarrage,

- La rémunération, les primes et autres accessoires de salaire,

- Le versement,

- Les événements du contrat : arrêt de travail, reprise, suspension du contrat, fin du contrat,

- Les cotisations et contributions sociales et bases assujetties associées,

- Les contrats de prévoyance.

Ces éléments de base permettent de définir un ensemble d’entités, dits « blocs », composés de rubriques, lesquelles sont valorisées via les données de paie de l’établissement déclaré. Par exemple, le bloc « Individu » contient la rubrique « Numéro d’inscription au répertoire », à valoriser avec le NIR de l’individu déclaré.
Certaines rubriques correspondent à des montants (exemples : montant de la rémunération, montant d’une prime, montant d’une cotisation), des dates (exemples : dates de début et de fin de contrat, dates de début et de fin d’arrêt de travail) ou des codifications libres devant néanmoins répondre à des contraintes formelles spécifiques (exemples : numéro de contrat, libellé de l’emploi, adresses). D’autres s’appuient sur des listes de valeurs prédéfinies internes à la norme (exemples : nature du contrat, type de rémunération, code de base assujettie) ou des tables de nomenclatures externes (exemples : code APE, code PCS-ESE, code convention collective).
L’ensemble de ces blocs et rubriques sont englobés par des structures, en particulier :
- L’entête et la déclaration, pour toutes les données caractérisant l’émission de la DSN et la déclaration en elle-même, hors données métier,

- Les données paie et RH, qui constitue le cœur de la norme et s’appuie sur les objets précédemment cités,

- Le véhicule technique, pour les données hors-paie.

Cette dernière structure a été intégrée au modèle à titre dérogatoire, les données la composant étant hors du périmètre initial de NEODeS. Son objectif est de permettre la couverture d’obligations déclaratives plus nombreuses via la DSN (déclarations de revenus de remplacement, d’honoraires, d’actions gratuites, etc.), laissant ainsi le choix à l’employeur de ne passer que par un unique vecteur déclaratif ou par plusieurs, selon ce qui est le plus simple pour son organisation.
Au fil des versions, le modèle NEODeS est parvenu à intégrer progressivement de nombreux besoins sans remise en cause de sa structuration globale, démontrant ainsi sa robustesse et la pertinence de ses parti-pris initiaux.

## Évolution et maintenance de la norme
Depuis la généralisation de la DSN, le cycle de vie de la norme NEODeS repose sur une version annuelle majeure correspondant à une publication de cahier technique, entre 18 mois et 1 an avant la mise en production. Ce délai est nécessaire aux travaux des éditeurs de logiciels de paie pour adapter leurs solutions suffisamment en amont et aux organismes récepteurs pour mettre à niveau les systèmes de réception.
La norme évolue chaque année en réponse à plusieurs types de besoins : une nouvelle réglementation, une procédure à supprimer, des demandes d’adaptation émanant d’un destinataire ou bien encore l’identification de pistes de simplification. Quelle qu’en soit la source, le périmètre des besoins à couvrir est strictement défini dans la feuille de route DSN. Chaque besoin est instruit pour s’assurer de la faisabilité de son intégration au regard des principes du dispositif et des principes de normalisation. La définition des évolutions (ajout / suppression / modification de rubriques, de valeurs, de contrôles) associe toutes les parties prenantes, notamment les éditeurs, pour garantir la pertinence des options prises au niveau de tous les systèmes impliqués.
Hors les versions majeures de la norme inscrites dans une version de cahier technique dédiées, des évolutions plus mineures peuvent être réalisées entre deux cahiers techniques. Elles font alors l’objet d’entrées au Journal de Maintenance de la Norme (JMN), disponible sur dsn-info.

## Enjeux de la normalisation
L’effort de normalisation entrepris avec NEODeS s’est traduit par une réduction significative du nombre de données demandées aux employeurs pour remplir leurs obligations : lors de sa généralisation au secteur privé en 2017, la DSN comptait moins de 300 données contre 800 pour la DADS-U. L’entrée de la fonction publique en DSN et les élargissements successifs de périmètre ont eu pour effet d’augmenter sensiblement ce nombre, qui se situe autour de 500 en 2020.
Dans ce contexte, le respect des principes ayant présidé à la conception du modèle NEODeS constitue un enjeu pour sa pérennité. La démarche de normalisation reste essentielle pour garantir la cohérence d’ensemble du dispositif. D'une part, l’approche sémantique des données en partant de leur sens au niveau des systèmes sources, autrement dit les systèmes de paie, doit prévaloir tant pour des impératifs de simplicité que de qualité. D'autre part, l’objectif de réduction du nombre de données reste valable, afin de rationaliser l’émission et le traitement de celles-ci et viser leur partage maximal entre les destinataires, plutôt que l’intégration de notions « propriétaires » valables pour un seul d’entre eux,.